# Soul Man (singolo)
Soul Man è una canzone scritta da Isaac Hayes e David Porter e registrata dal duo soul statunitense Sam & Dave. Fu pubblicata nel 1967 come singolo e si rivelò subito come uno dei brani più noti dei due artisti e anche il più celebre a livello commerciale. Arrivò infatti al secondo posto della Billboard, divenendo una hit degli anni sessanta.

## Storia
Il coautore Isaac Hayes trovò l'ispirazione per Soul Man nel tumulto della African-American Civil Rights Movement del 1960 e nei durissimi scontri di protesta di Detroit che si verificarono nel luglio del 1967. Vedendo i reportage in televisione e sui giornali, Hayes osservò che i residenti neri della cittadina del Michigan avevano scritto sui muri dei palazzi che non erano stati distrutti la parola "Soul". Questi due fatti di cronaca, più una ri-lettura di un passo della Bibbia inerente alla Pasqua, lo spinsero un giorno ad incontrare il suo amico compositore David Porter e a stendere insieme a lui la canzone che narrasse "la storia di una persona che lotta per superare le sue attuali condizioni di vita. È quasi una melodia [dove si sente] una specie di vanto 'I'm a Soul Man'. È un fatto di orgoglio."
Distribuito da una filiale dell'Atlantic Records, la Stax, in cui lavorarono molto Hayes e Porter, il singolo divenne il pezzo più famoso mai pubblicato dall'etichetta discografica. Nell'autunno del 1967 raggiunse il primo posto della "Billboard Hot Black Singles chart" e il secondo della Billboard Hot 100 e l'anno successivo vinse il Grammy Award per la migliore esecuzione R&B fatta da un Duo o Group vocale.
L'esclamazione "Play it, Steve!" che si sente nel pezzo è riferita al chitarrista Steve Cropper dei Booker T. & the M.G.'s (gruppo che suonò sempre tutti gli strumenti nei singoli dei Sam & Dave) che eseguì la parte per chitarra elettrica.
Curiosamente egli si prestò come chitarrista non solo nella versione originale del duo, ma anche nelle cover fatte dal vivo dei Blues Brothers.

## Registrazione
Durante una stessa sessione, vennero registrate ed incise due versioni di Soul Man, che si distinguono principalmente per i primi trenta secondi iniziali: una infatti si apre con un ricco e complesso assolo di batteria su cui Sam Moore pronuncia in modo enfatizzato le parole "Comin' to you...", mentre l'altra parte da un'introduzione strumentale più pacata ad opera di una chitarra, di un basso e dei piatti senza nessun assolo di percussioni. Quest'ultima interpretazione è quella più facilmente disponibile in tutti i formati, mentre la prima tende ad essere più difficile da reperire, anche se può essere sentita spesso alla radio o su originali stampe in vinile a 45 giri.

## Formazione
- Sam Moore e Dave Prater: voce
- Booker T. & the M.G.'s e Mar-Keys Horns:
  - Booker T. Jones – piano
  - Isaac Hayes – organ
  - Steve Cropper – guitar
  - Donald "Duck" Dunn – bass
  - Al Jackson Jr. – drums
  - Wayne Jackson – trumpet
  - Charles "Packy" Axton – tenor saxophone
  - Don Nix – baritone saxophone

## Tracce
1. Soul Man – 2:58
2. May I Baby – 2:35

## Cover
- Il membro della band di James Brown Sweet Charles Sherrell registrò una cover di Soul Man per il suo album di debutto Sweet Charles: For Sweet People, pubblicato nel 1974 dalla People Records.
- I Los Quando's, un gruppo vocale spagnolo, distribuirono la prima versione della canzone con il testo in lingua ispanica (tradotto da Jose Manuel Vidal) nella raccolta della Marfer Records Marfer Parade, lanciata nel 1968.
- Blues Brothers suonarono il brano nell'episodio dello spettacolo cabaret della NBC Saturday Night Live nel tardo novembre 1978 e poi lo ri-registrarono e lo pubblicarono come singolo. Ebbe un discreto successo, entrando nella the top twenty nel Marzo 1979. Questa cover è presente nella colonna sonora del videogioco WWE 2K18.
- Lou Reed e Sam Moore fecero una cover di Soul Man (supportata anche da un videoclip ) per la colonna sonora dell'omonimo film del 1986, supported by a music video.
- Nel 1989, la band reggae Los Pericos dell'Argentina re-interpretarono il tema della canzone per il loro disco Maxi Brites.
- Nel 2004, il brano fu oggetto di cover da parte della coppia di comici Drake Bell e Josh Peck nella loro sitcom, "Drake & Josh", nell'episodio "Blues Brothers". Fu pubblicato nel 2005 nella colonna sonora della serie.
- Nel 2007, il cantante australiano Guy Sebastian rifece il pezzo per The Memphis Album insieme a Steve Cropper e Donald "Duck" Dunn, due dei principali esecutori della versione originale e della cover dei Blues Brothers.
- Ted Nugent suonò spesso Soul Man nei suoi concerti dal vivo, così come Prince durante il suo Musicology tour.
- Paul Revere & The Raiders re-interpretarono la canzone per il loro album Goin' To Memphis.
- Howard Hewett incise una sua versione del brano come tema musicale per la seconda stagione della serie della emittente televisiva ABC "Hangin' With Mr. Cooper" interpretata da Mark Curry. Fu usato come sostituto per il tema originale che era stato eseguito da altri membri del cast che però avevano abbandonato il progetto subito dopo la prima stagione, come Holly Robinson e Dawnn Lewis.
- Anche nella sitcom degli anni 90 della emittente ABC Soul Man con Dan Aykroyd fu usato come colonna sonora.
- I Three Penny Ride, una band alternative americana, fecero una cover di Soul Man per il loro R&B Triple Play (2010).
- Nel 2012, Jermaine Paul, vincitore della seconda stagione del talent show di "The Voice" pubblicò una sua versione della canzone con la partecipazione del suo mentore Blake Shelton, raggiungendo la posizione 108 della Bubbling Under Hot 100.[6]